# Désiré Niel
Pour les articles homonymes, voir Niel.
Désiré Niel, né le 17 août 1814 à Touët-sur-Var (alors comté de Nice du royaume de Sardaigne) et mort dans la même ville le 9 septembre 1873, est un homme politique sarde puis français, député de la province de Nice au parlement du royaume de Sardaigne au XIXe siècle.

## Biographie
Né à Touët-sur-Var en 1814, Désiré Niel devient abbé et député de Puget-Théniers au parlement du royaume de Sardaigne à Turin. 
Il écrit une étude sur la Viabilité de la vallée du var, publiée en français en 1853. 
Partisan de l'annexion de Nice à la France, en 1860, il devient le premier inspecteur d'académie du nouveau département des Alpes-Maritimes et proviseur du Lycée impérial de Nice (aujourd'hui lycée Masséna). Il termine sa carrière comme inspecteur d'académie à Valence et meurt à Touët-sur-Var, en 1873. Il était chevalier de la Légion d'honneur.